# La Harpe (Illinois)
La Harpe je grad u američkoj saveznoj državi Ilinois. Prema popisu stanovništva iz 2010. u njemu je živjelo 1.235 stanovnika.